# Auguste André Thomas Cahours
Auguste André Thomas Cahours, född 2 oktober 1813 och död 17 mars 1891, var en fransk kemist.
Cahours var professor och myntproberare i Paris, och utgav flera arbeten om amylalkohol, eteriska oljor, tioföreningar, anetol, fenetol med mera.